# تاقربوست (تغاسروت)
تاقربوست هو دُوَّار يقع بجماعة زكزل، إقليم بركان، جهة الشرق في المملكة المغربية. ينتمي الدوّار لمشيخة تغاسروت التي تضم 6 دواوير. يقدر عدد سكانه بـ 262 نسمة حسب الإحصاء الرسمي للسكان والسكنى لسنة 2004.

## روابط خارجية
- البوابة الوطنية للجماعات الترابية نسخة محفوظة 12 مارس 2018 على موقع واي باك مشين.
- المندوبية السامية للتخطيط